# Taşlıkuyu, Suruç
Taşlıkuyu là một xã thuộc huyện Suruç, tỉnh Şanlıurfa, Thổ Nhĩ Kỳ. Dân số thời điểm năm 2011 là 478 người.